# 胡麟
胡麟（？—？），字伯祥，號仁斋，直隸真定府藳城縣人，民籍，明朝政治人物。賜進士出身。

## 生平
嘉靖二十二年（1543年）癸卯科順天府鄉試第四十二名舉人。嘉靖三十二年（1553年）中式癸丑科會試第二百七十七名，二甲第十九名進士。户部观政，授直隶徐州知州，升南刑部员外郎、郎中，历任山西右参议，四十三年八月升山西副使。

## 家族
曾祖胡賓；祖父胡全；父胡勝，母高氏；繼母董氏。兄胡麒、弟胡麑。